# Gabbie vuote
Gabbie vuote. La sfida dei diritti animali è un saggio del 2004 del filosofo statunitense Tom Regan.

## Contenuti
Regan descrive le "metamorfosi" a cui l'essere umano riduce gli animali: cibo, abbigliamento, spettacoli, sport, strumenti. La risposta etica a ciò dev'essere l'abolizione di tutte le pratiche di sfruttamento degli animali: 
Regan spiega che gli animali sono «soggetti di una vita» e titolari di diritti morali inalienabili. Le obiezioni e le incertezze riguardanti la difesa dei diritti animali vengono affrontate dall'autore una per una.
Regan mostra anche che vi sono diversi percorsi per sviluppare una coscienza animalista e vegetarista: l'importante è farla sviluppare in noi e negli altri per il bene degli animali. La coscienza animalista può essere vinciana (cioè dalla nascita, come quella di Leonardo da Vinci), damascena (cioè evolutasi dopo un cambio di percezione, come la conversione di Paolo sulla via di Damasco) o temporeggiatrice (cioè ancora in attesa di mettere pienamente in pratica le proprie convinzioni). Regan dedica questo libro ai cosiddetti temporeggiatori, ai quali ammette di aver fatto lui stesso parte prima di diventare vegetariano e poi vegano.

## Edizioni
- Tom Regan, Gabbie vuote. La sfida dei diritti animali, traduzione di Massimo Filippi e Alessandra Galbiati, Edizioni Sonda, 2005,  pagine 315, ISBN 88-7106-425-9.